# Вейворд Пайнс
«Вейворд Пайнс» (англ. Wayward Pines) — містичний трилер-телесеріал за мотивами роману-трилогії Блейка Крауча «Вейворд Пайнс» (2012—2014). Головний герой, агент секретної служби США Ітан Берк, приїжджає до загадкового містечка Вейворд Пайнс у штаті Айдахо для розслідування зникнення своїх колег та опиняється в центрі дивних подій. Сюжет серіалу сповнений містикою, що зближує його із сюжетом «Твін Пікс». Автор романів не приховує, що саме цей серіал надихнув його на написання трилогії.
10 епізодів першого сезону були показані в період з 14 травня по 23 липня 2015 року. На початку грудня телеканал Fox повідомив про рішення знімати другий сезон, 10 серій якого вийшли з 25 травня по 27 липня 2016 року.

## Автори
Виконавчий продюсер М. Найт Ш'ямалан став режисером пілотної серії, сценарій якого написав Чад Ходж. У травні 2013 уклали угоду про створення 10 серій першого сезону, а в серпні розпочався знімальний сезон, що тривав до лютого 2014 року. 12 травня 2014 телеканал «Fox» оголосив, що серіал буде презентовано навесні 2015. Вуличні сцени знімали в місті Агассі, а інтер'єрні в канадському місті Бернабі. Кожну з серій переглядало у США від 3.76 млн осіб (1 серія) до 4.59 млн. (2 серія) і 3.98 млн. (10 серія).

## Сюжет першого сезону
Агент секретної служби США Ітан Берк розслідує зникнення двох інших агентів. Одна з них є колишньою коханкою Ітана, через що він мав проблеми з дружиною та сином. Після автокатастрофи, в який гине його напарник, Берк потрапляє в загадкове «ідеальне містечко» Вейворд Пайнс штату Айдахо, де не працює телефон, Інтернет, телебачення. Скоро він розуміє, що це місто неможливо залишити. Тут також під загрозою покарання необхідно дотримуватися суворих правил: не дозволяється згадувати минуле, необхідно швидко відповідати на таємничі телефонні дзвінки тощо. Ітан Берк знаходить одного зі зниклих агентів мертвим і згодом дізнається, що його прилюдно стратив шериф міста. Інший агент, Кейт Г'юсон, живе в місті, має чоловіка та працює в крамниці іграшок. Хоча Ітан останній раз бачився з нею всього п'ять тижнів тому, Кейт стверджує, що живе у Вейворд Пайнс 12 років. Агент Берк знайомиться з місцевою барменкою Беверлі, яка відкриває йому декотрі секрети міста, він робить спробу з нею втекти з Вейворда. Мешканці міста на чолі з шерифом ловлять Беверлі і страчують на центральному майдані Вейворд Пайнса, але Берку вдається врятуватися. Пізніше голос із телефонної трубки наказує шерифу не карати Берка. Тим часом його дружина не може отримати в Секретної служби пояснень, куди подівся її чоловік, і вона самостійно з сином Бенджаміном вирушає на його пошуки, хитрістю дізнавшись, де Ітан востаннє користувався банківською карткою. По дорозі шериф Поуп улаштовує автоаварію, і родина Берка потрапляє до лікарні Вейворд Пайнс. Там, у місті, їх разом із Берком селять у колишній будинок Беверлі. При спробі чергової втечі Ітана з сім'єю наздоганяє шериф, але під час боротьби він гине.
Родина Берків повертається до міста, де Ітан стає шерифом, а його дружина — ріелтором. Берк починає розслідування дивних подій у Вейворд Пайнс і зрештою дізнається, що психіатр Дженкінс є творцем міста. У 1990-х роках він виявив, що зміни у природі викликали мутації в людей, що загрожує їхньому вимиранню. Він відібрав певних незаражених людей, яких заморозили на 2000 років. Тепер Дженкінс пробує відродити цивілізацію за допомогою молодого покоління, а паркан навколо міста повинен не утримувати в ньому жителів міста, а захистити їх від нападів агресивних угрупувань мутантів-канібалів, у яких виродилося людство. Тим часом у місті діє підпільна група під командуванням колишньої агентки Кейт Г'юсон, що мріє зруйнувати огорожу. Берк викриває змову та коли кільком підпільникам удається на вантажівці пошкодити захисний паркан, він зупиняє напад людожерів. Проте згодом доктор Дженкінс (засновник міста Девід Пілчер) знеструмлює огорожу з метою помсти жителям, які підтримали Берка, через що місто атакують мутанти. Жителі відступають до центру управління Вейворд Пайнсом. При цьому гине Берк, підірвавши шахту ліфта, а від рук власної сестри Пем помирає Дженкінс-Пілчер. При втечі отримує поранення син героїчно загиблого шерифа, Бен Берк, який приходить до тями в лікарні лише за три роки. На вулиці він розуміє, що змін у місті не відбулося, і воно живе за старими законами.

## Актори
- Метт Діллон у ролі агента секретної служби Ітана Берка
- Шивон Феллон у ролі Арлін Моран
- Шеннін Соссамон у ролі Терези Берка, дружини Ітана
- Гоуп Девіс у ролі Меган Фішер
- Карла Гуджино в ролі Кейт Г'юсон, однієї із зниклих агентів, колишня кохана Ітана
- Мелісса Лео в ролі Пем, медсестри в лікарні «Вейуорд Пайнс», сестри доктора Дженкінса
- Тобі Джонс у ролі доктора Дженкіс, психіатра в лікарні «Вейворд Пайнс» / засновника міста Девид Пілчера
- Джульєтт Люіс у ролі бармена Беверлі, що якимось чином поєднана з Ітаном
- Терренс Говард у ролі шерифа Арнольда Поупа
- Рід Даймонд у ролі Гарольда Боллінджера, творця забавок, чоловіка Кейт Г'юсон
- Тім Ґріффін у ролі Адама Гасслера, начальника Ітана
- Чарлі Таген у ролі Бена Берка, сина Ітана та Терези
- Джимон Гонсу у ролі CJ Mitchum